# Frenzy
Frenzy — LiveCD дистрибутив, створений на базі операційної системи FreeBSD.

## Позиціонування
Розробники, Сергій Можайський (techniX) та Єгор Вершинін, позіціонують свій дистрибутив як «портативний інструмент системного адміністратора»: LiveCD на базі операційної системи FreeBSD. Завантажившись із диску, адміністратор отримує повністю налагоджену й готову до використання операційну систему з повноцінним набором програмного забезпечення для перевірки, аналізу й налаштування мережі, тестування апаратного забезпечення та багатьох інших завдань.

## Версії
- 28.10.2012: frenzy-1.5-lite-ru-201209281002 — неофіційна версія;
- 03.05.2012: вийшла Frenzy 1.4 (alto sax) — збірка від Єгора Вершиніна, базована на FreeBSD 8.3;
- 23.07.2010: Frenzy 1.3 — just update;
- 10.01.2010: вийшла Frenzy 1.2 reincarnation (community release) — перший реліз Frenzy, зібраний не techniX, а Єгором Вершиніним;
- 08.12.2008: версія 1.1 — останній стабільний реліз від Можайського Сергія. У подальшому розробка нових версій дистрибутиву ним не планувалася.
- 05.06.2006: реліз Frenzy 1.0, яка має назву Dreamchild, базовою для неї є FreeBSD 6.1-STABLE.

## Розповсюдження
Frenzy 1.4 розповсюджується як iso-образ об'ємом близько 110 МБ.

## Програмне забезпечення
Frenzy містить програми:
- Компілятори C та NASM, інтерпретатори Perl і Python;
- Файлові менеджери, архіватори;
- Текстові редактори, засоби перегляду й конвертери файлів;
- Веббраузери, клієнти пошти, новин, ICQ, IRC та Jabber;
- Утиліти для мережі (LAN, modem, Bluetooth, dial-up, VPN, Wireless);
- Утиліти моніторингу трафіку;
- Проксі й редиректи;
- Дистанційне управління (telnet, ssh, RDP, VNC);
- Samba-сервер і клієнти;
- Клієнти MySQL і PostgreSQL;
- Утиліти для роботи з пакетами DNS, LDAP, SNMP, DHCP, ICMP, ARP та IP;
- Утиліти розрахунку підмереж;
- Сканери портів і сервісів, сканери мережі;
- Сканери безпеки, сніфери, утиліти для визначення вторгнень;
- Антивірус clamAV, утиліти для визначення руткітів;
- Утиліти для криптографії та роботи з паролями;
- Програми для отримання інформації про апаратну частину комп'ютера та його налаштування;
- Утиліти для роботи з жорстким диском і його розділами;
- Програми для роботи з різними файловими системами;
- Утиліти для відновлення файлів;
- Програми для оцінки швидкодії й тестування комп'ютера та мережі;
- Файлові утиліти, робота з логами;
- Управління пам'яттю й процесами;
- Утиліти запису CD;
- Проглядач графічних файлів (GQview[ru]), утиліта зняття скриншотів;
- MP3/ogg плеєри.

В Extended-версію входять також:
- Файловий менеджер xnc;
- Текстовий редактор SciTE[ru];
- metasploit, spike-proxy, unicornscan та yersinia;
- IM-клієнти Licq, SIM[ru] та Psi;
- IRC-клієнт X-Chat;
- Переглядачі DjVu-, CHM- і PDF-документів;
- Емулятори QEMU та DOSBox;
- Аудіоплеєр XMMS;
- Відеоплеєр MPlayer.

До складу системи входить документація по Frenzy та офіційна документація по FreeBSD — FreeBSD Handbook і FAQ.